# Ga Chowol
Ga Chowol  (Tiếng Hàn: 초월역, Hanja: 草月驛) là ga tàu điện ngầm trên Tuyến Gyeonggang ở Ssangdong-ri, Chowol-eup, Gwangju-si, Gyeonggi-do. Nhà ga này là nhà ga bán ngầm, nhà ga ở trên mặt đất nhưng sân ga ở dưới lòng đất. Nhà ga này là phần ngầm duy nhất.

## Lịch sử
- 29 tháng 4 năm 2016: Thông báo bảng cự ly đường sắt[1]
- 13 tháng 9 ~ 18 tháng 9 năm 2016: Tạm thời miễn phí vận hành tàu tuyến Gyeonggang trong dịp lễ Chuseok[2][3]
- 24 tháng 9 năm 2016: Bắt đầu kinh doanh với việc khai trương Tuyến Gyeonggang
- 26 tháng 9 năm 2016: Điểm xuất phát Pangyo thay đổi từ 18,3 km thành 18,8 km[4]

## Bố trí ga
| ↑ Gyeonggi Gwangju |
| \| ２              |
| Gonjiam ↓          |

| １ | ● Tuyến Gyeonggang | ← Hướng đi Gyeonggi Gwangju · Samdong · Imae · Pangyo |
| ２ | ● Tuyến Gyeonggang | → Hướng đi Gonjiam · Icheon · Bubal · Yeoju →         |

## Xung quanh nhà ga
- Trường tiểu học Dogok
- Trường trung học Chowol
- Chowol Lotte Castle APT
- Chowol Lotte 2 Danji APT
- Donggwang Morning Sky APT
- Transcend e Pyeonhansesang 1 Danji APT
- Transcend e Pyeonhansesang 2 Danji APT

## Hình ảnh

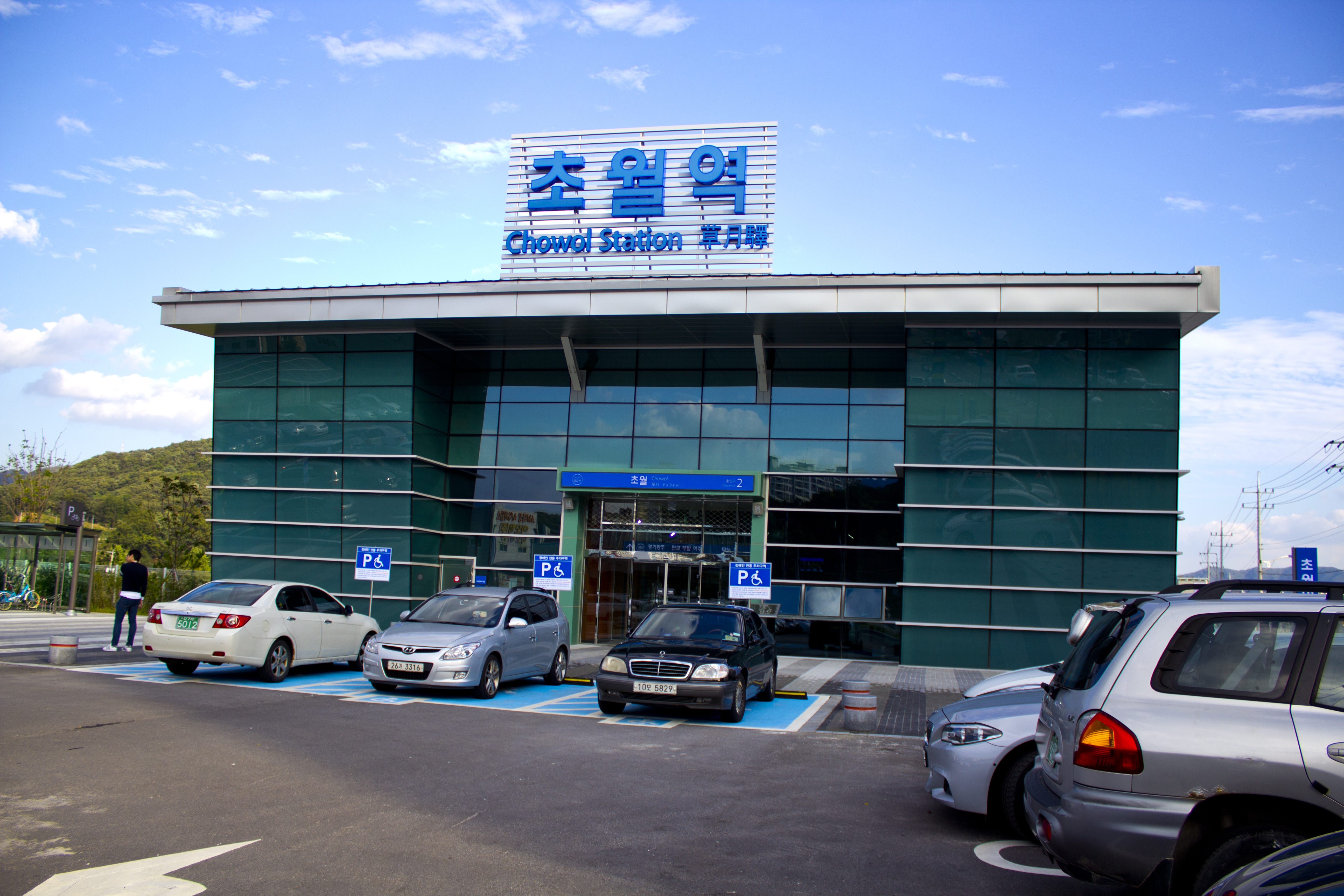
Lối ra số 2
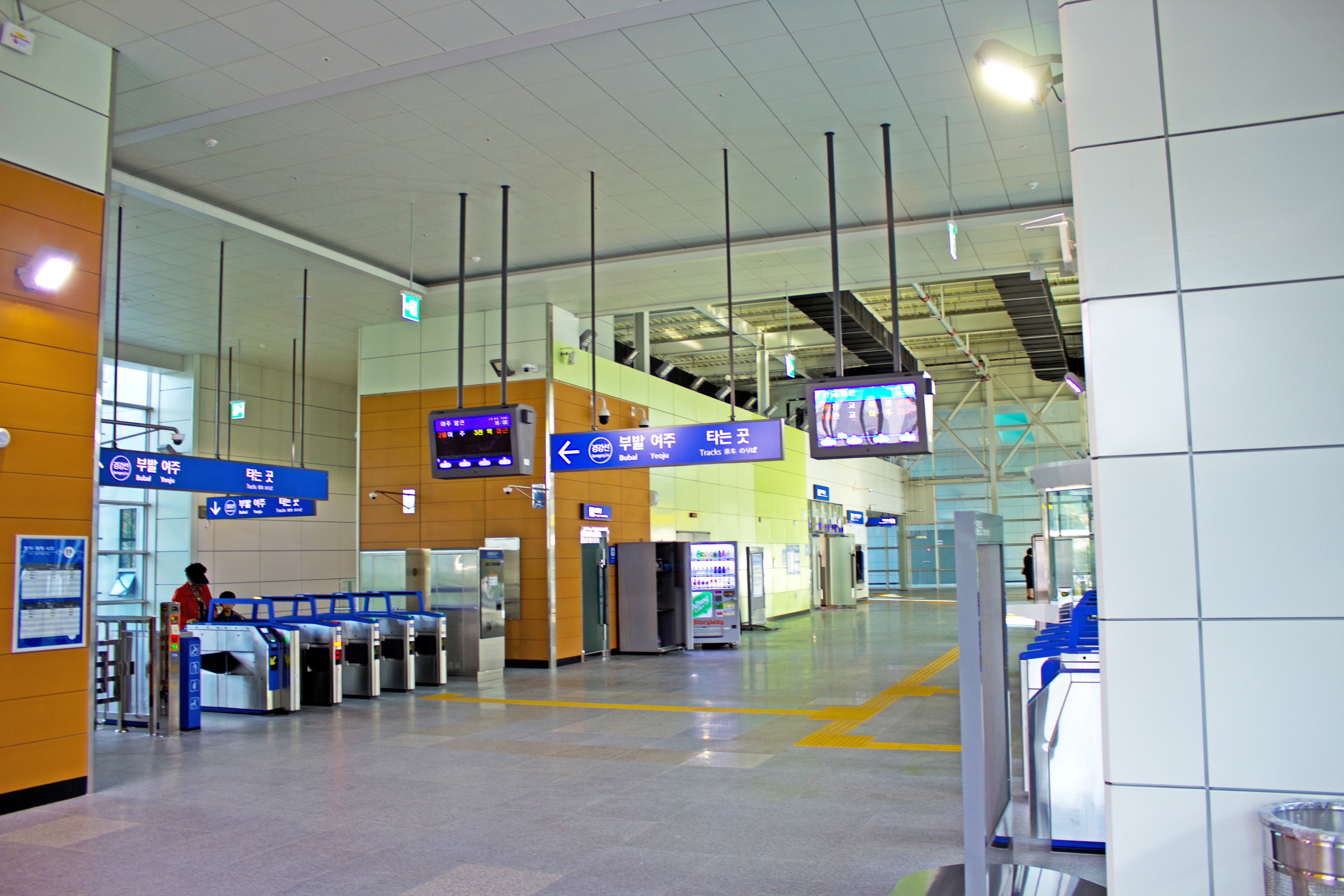
Bên trong ga Chowol